# Покровское-Стрешнево (платформа)
Покро́вское-Стре́шнево — закрытый остановочный пункт Рижского направления Московской железной дороги в Москве.
Располагалась у путепровода Волоколамского шоссе над железнодорожными путями. Названа по усадьбе, рядом с которой была построена. Рядом с местом бывшей платформы находится парк Покровское-Стрешнево. В 980 метрах отсюда находится станция метро «Щукинская».
Бывшая станция. Ранее от неё действовали две соединительных ветки к Малому кольцу Московской железной дороги — к станциям Серебряный Бор и Братцево, а также к станции Подмосковная в обход платформы Ленинградская. Пассажирская платформа островная, не была оборудована турникетами, относилась ко второй тарифной зоне.
Северный путь у платформы (в область) находится в границах станции Подмосковная, так как входной светофор находится западнее платформы, за трамвайным путепроводом (за примыканием подъездного пути к северу). Южный путь является путём перегона Подмосковная — Тушино.

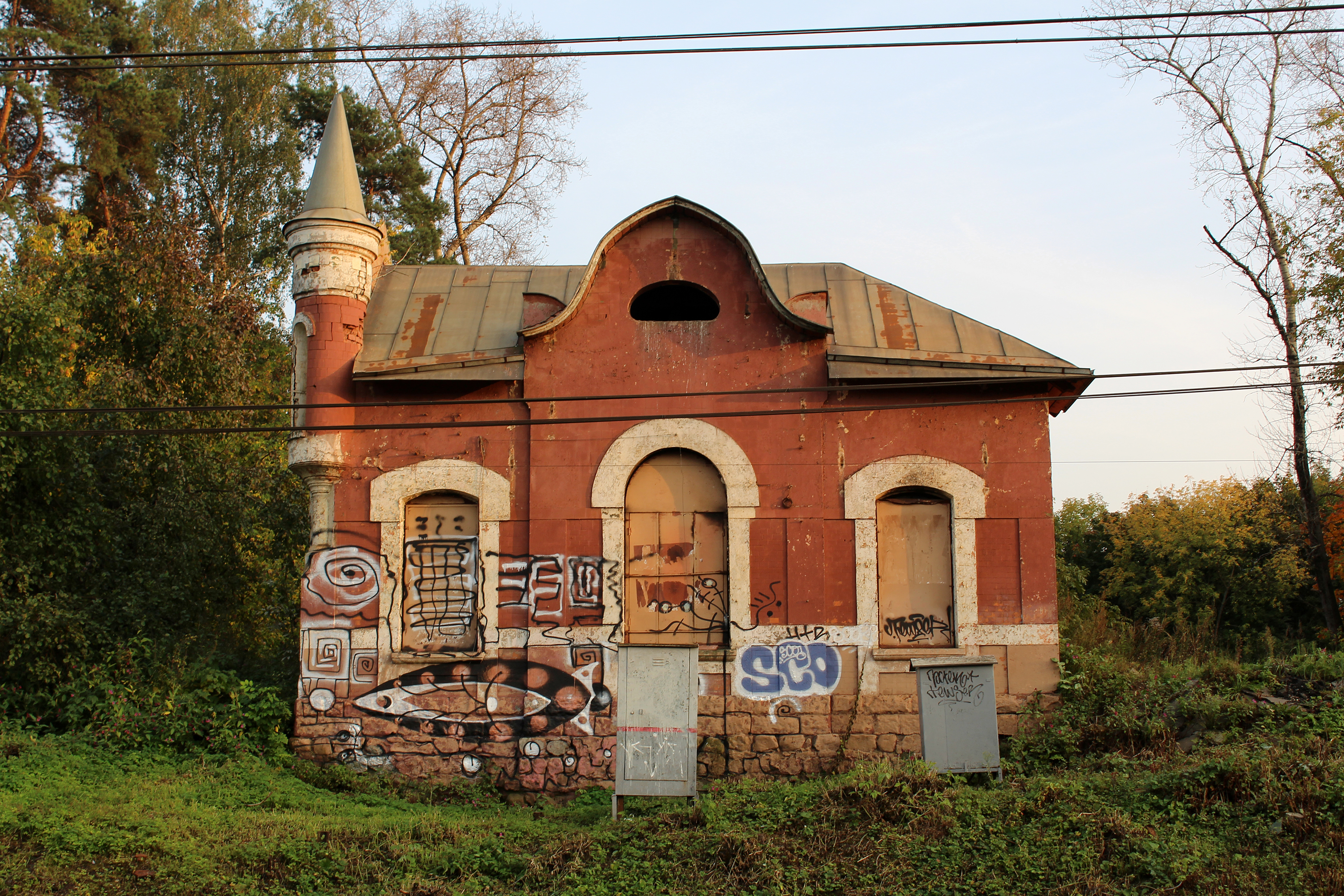
Здание исторического вокзала в 2020 году

## История
Первоначально пассажиры высаживались на низкую платформу. В 1908 году архитектором С. А. Бржозовским — автором проекта Московско-Виндавской железной дороги, было построено здание вокзала с деревянным пассажирским павильоном, выполненное в стиле северный модерн.

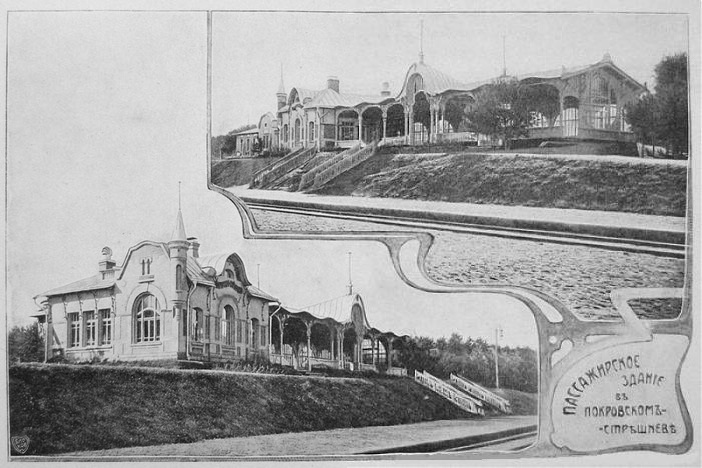
Здание вокзала станции Покровское-Стрешнево. Начало XX века
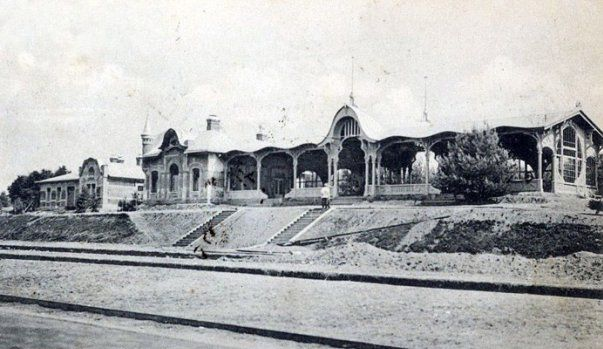
Вокзал станции Покровское-Стрешнево в начале XX века

К концу 1980-х годов сохранилось каменное здание вокзала на склоне со стороны Красногорских проездов, а деревянный павильон разрушился от ветхости.
В 1992 году решением Президиума Моссовета Ансамбль железнодорожной станции «Покровское-Стрешнево», включающий два станционных дома (1907, арх. С. А. Бржозовский, ), был внесён в единый государственный реестр объектов культурного наследия.
Оставшаяся кирпичная часть вокзала была продана[когда?] частной фирме[кому?], но продолжала пустовать. Летом 2015 года в поздней пристройке к вокзалу произошёл пожар, незначительно повредивший историческую его часть.
В июле 2017 года Департамент культурного наследия города Москвы утвердил охранное обязательство собственника объекта культурного наследия регионального значения Ансамбля железнодорожной станции «Покровское-Стрешнево».
Из-за пренебрежения собственником станционного вокзала неоднократных предписаний Мосгорнаследия о проведении реставрации здания Департамент культурного наследия города Москвы в 2019 году обратился в суд с иском о понуждении к проведению реставрационных работ.
14 ноября 2019 года Департамент культурного наследия города Москвы утвердил Ансамбль железнодорожной станции «Покровское-Стрешнево» в качестве предмета охраны.

### Закрытие
Впервые о том, что платформа Покровское-Стрешнево будет закрыта в связи со слишком близким нахождением со строящейся к западу от неё платформой Щукинская, было объявлено в 2019 году. Именно по этой причине на платформе, вплоть до её закрытия, навигационные элементы с названием станции не были обновлены под формат МЦД.
25 июня 2021 года одновременно с вводом в эксплуатацию платформы Щукинская платформа Покровское-Стрешнево была закрыта.